# Nyitrai Dezső
Nyitrai Dezső (Iske, 1905. március 8. – Pozsony, 1979. június 11.) református lelkész, helytörténész, néprajzkutató.

## Élete
A középiskolát Eperjesen, a református teológiát Sárospatakon végezte. Tusán, Magyarbődön és Dunaradványon volt lelkipásztor. Az 1930-as években szlovákiai református folyóiratokban (Református Egyház és Iskola, Református Sion) publikált. 
Az 1960-as évektől elsősorban néprajzi és helytörténeti dolgozatai jelentek meg az Irodalmi Szemlében és a Néprajzi Közlésekben.

## Művei
- 1970 Dunaradványi vízimolnárok
- 1975 Anyáink ruhaanyag-termelési munkái
- 1976 Régi és új lakodalmi szokások Dunaradványon
- 1978 Adalékok Magyarbőd őslakosainak történelméhez és néprajzához